# 巴西唱片業協會
巴西唱片业协会（葡萄牙語：Pró-Música Brasil）是於1958年4月建立的巴西非營利音樂協會，總部設立在里约热内卢，旨在代表巴西录制、出版和销售录音的公司利益，是國際唱片業協會的成員與国际标准音像制品编码管理機構。協會於2016年10月24日更名，其前身是巴西唱片制作人协会（葡萄牙語：Associação Brasileira dos Produtores de Discos）。

## 外部連結
- 官方网站